# Jalen Bridges
Jalen Lashaun Bridges (Fairmont, Virginia Occidental; 14 de mayo de 2001) es un baloncestista estadounidense que pertenece a la plantilla de los Phoenix Suns de la NBA, con un contrato dual que le permite jugar además en su filial de la G League, los Valley Suns. Con 2,03 metros de estatura, juega en la posición de alero.

## Trayectoria deportiva

### Universidad
Jugó dos temporadas con los Mountaineers de la Universidad de Virginia Occidental, en las que promedió 7,3 puntos y 4,2 rebotes por partido.
Al término de la segunda temporada fue transferido a los Bears de la Universidad Baylor, donde jugó dos temporadas más, en las que promedió 11,2 puntos, 5,7 rebotes y 1,2 asistencias por partido. En su última temporada fue incluido en el tercer mejor quinteto de la Big 12 Conference.

#### Estadísticas
| Año     | Equipo        | PJ       | PT       | MPP      | %TC      | %3P      | %TL      | RPP      | APP      | ROB      | TPP      | PPP      |
| ------- | ------------- | -------- | -------- | -------- | -------- | -------- | -------- | -------- | -------- | -------- | -------- | -------- |
| 2019–20 | West Virginia | Redshirt | Redshirt | Redshirt | Redshirt | Redshirt | Redshirt | Redshirt | Redshirt | Redshirt | Redshirt | Redshirt |
| 2020–21 | West Virginia | 28       | 19       | 18.1     | .496     | .409     | .714     | 3.6      | .3       | .5       | .4       | 5.9      |
| 2021–22 | West Virginia | 33       | 33       | 26.8     | .428     | .325     | .823     | 4.8      | .8       | 1.0      | .7       | 8.4      |
| 2022–23 | Baylor        | 34       | 34       | 27.3     | .506     | .324     | .778     | 5.6      | 1.0      | .9       | 1.0      | 10.3     |
| 2023–24 | Baylor        | 35       | 35       | 31.7     | .466     | .412     | .823     | 5.7      | 1.4      | 1.1      | .6       | 12.2     |
| Total   | Total         | 130      | 121      | 26.4     | .472     | .370     | .796     | 5.0      | .9       | .9       | .7       | 9.4      |

### Profesional
Tras no ser elegido en el Draft de la NBA de 2024, el 4 de julio firmó un contrato dual con los Phoenix Suns, que le permite jugar además en su filial de la G League, los Valley Suns.

## Estadísticas de su carrera en la NBA

### Temporada regular
| Año     | Equipo  | PJ | PT | MPP | %TC  | %3P  | %TL  | RPP | APP | ROB | TPP | PPP |
| ------- | ------- | -- | -- | --- | ---- | ---- | ---- | --- | --- | --- | --- | --- |
| 2024-25 | Phoenix | 8  | 0  | 3.8 | .286 | .286 | .750 | .5  | .0  | .0  | .0  | 1.1 |
| Total   | Total   | 8  | 0  | 3.8 | .286 | .286 | .750 | .5  | .0  | .0  | .0  | 1.1 |